# Amelia Earhart

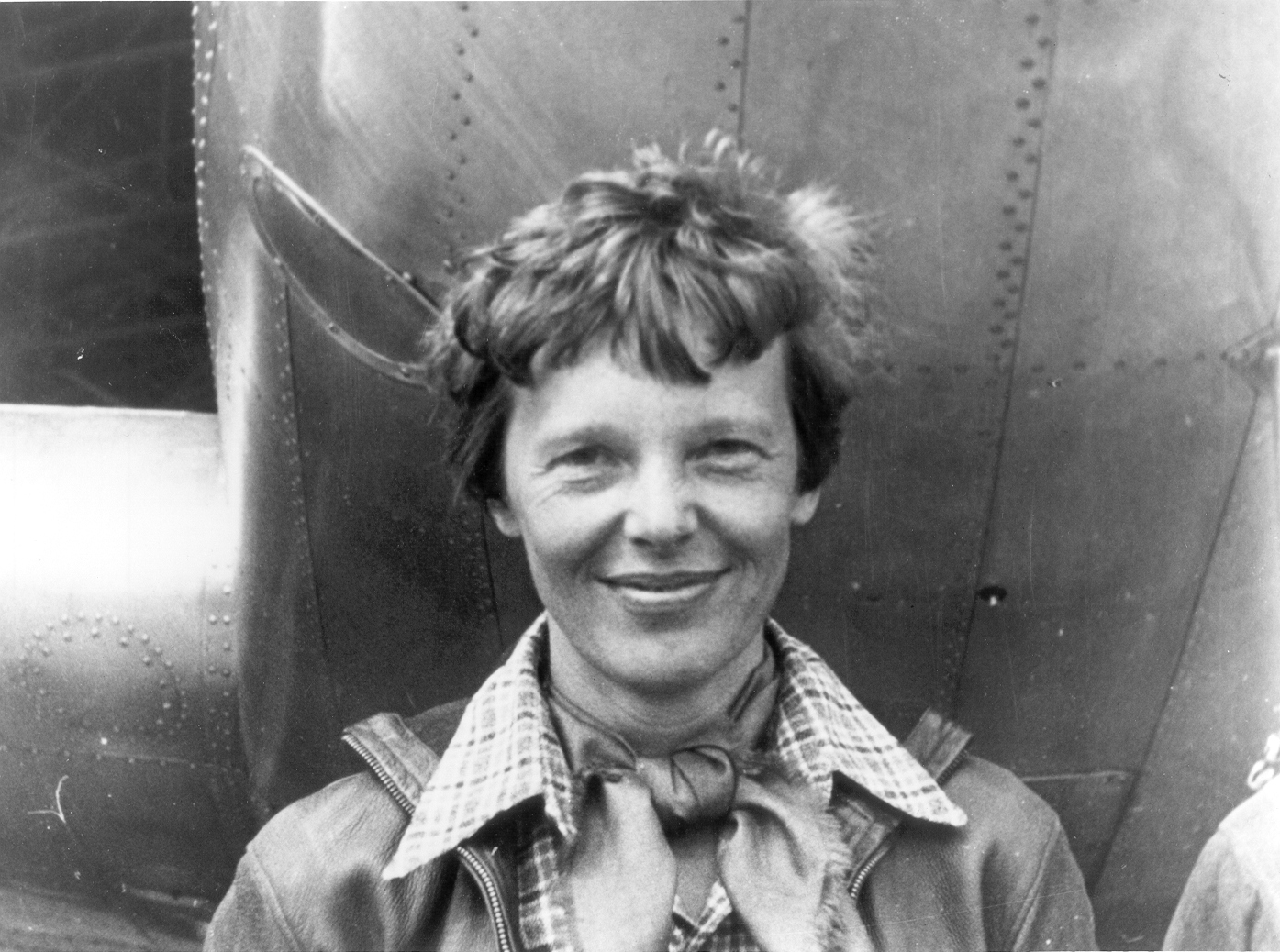
Earhart debajo del morro de su Lockheed Model 10-E Electra, marzo de 1937 en Oakland, California, antes de partir en su intento final de dar la vuelta al mundo; y desaparecer.

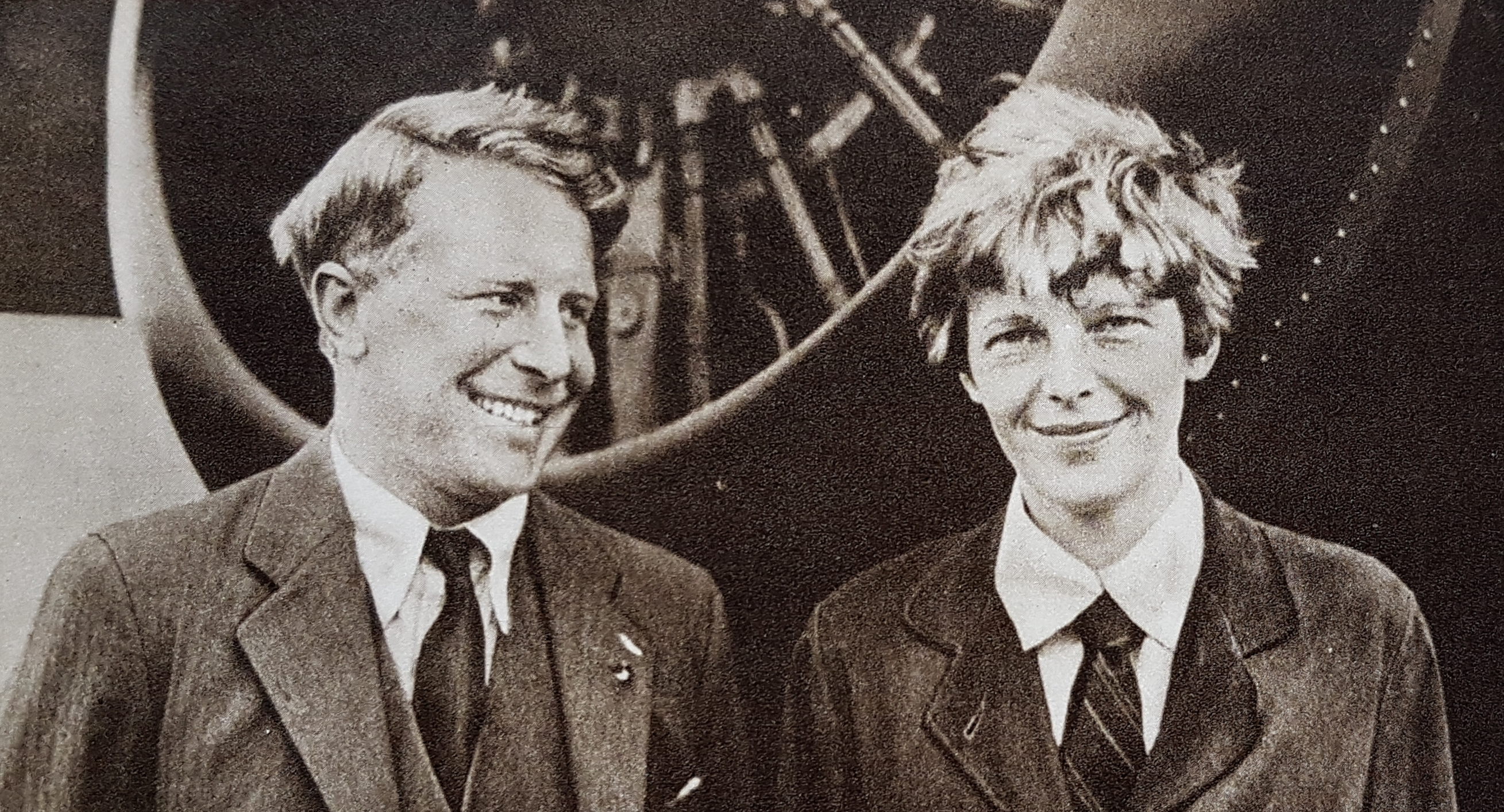
Bernt Balchen y Amelia Earhart

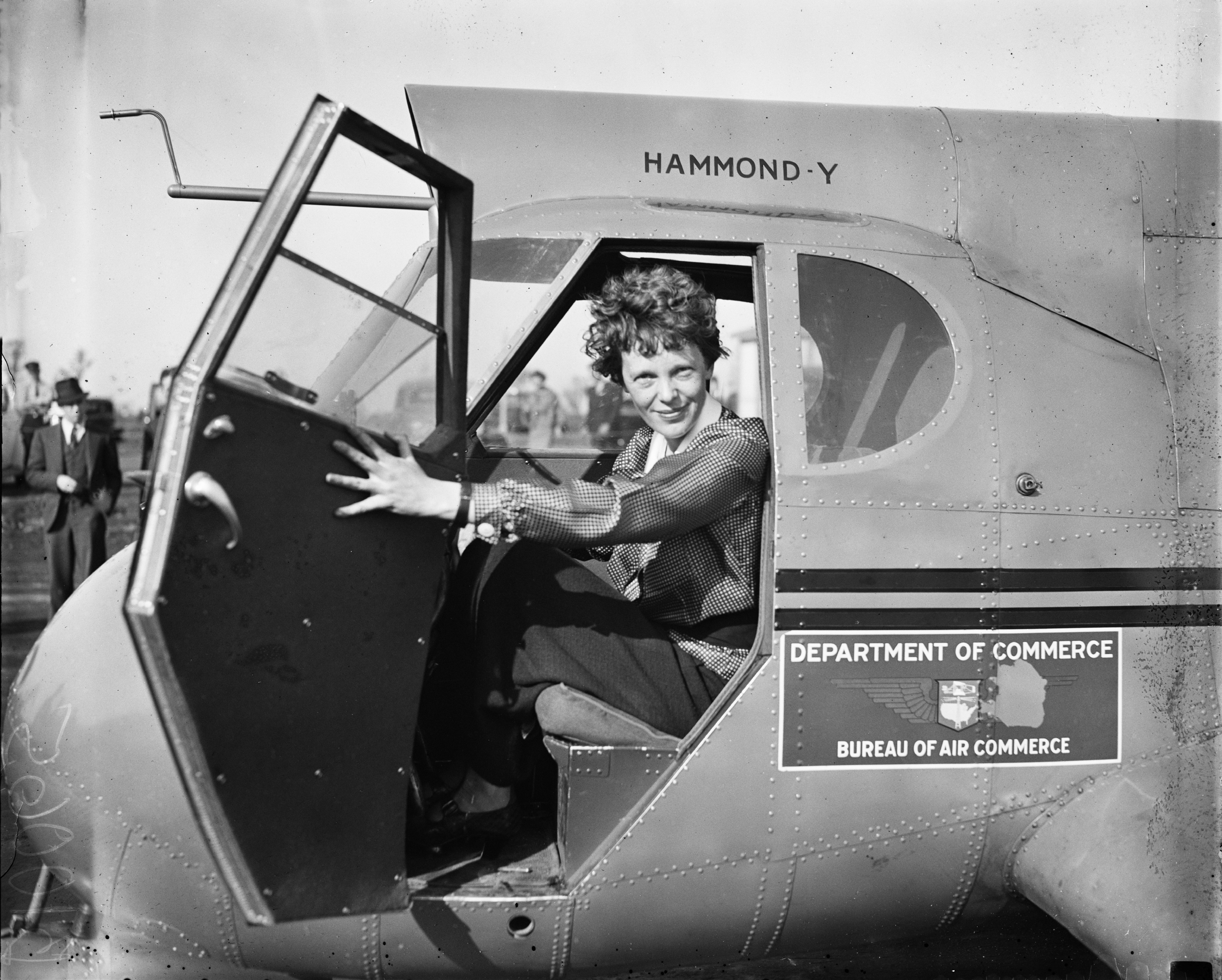
Amelia Earhart

Amelia Earhart

Amelia Earhart

Amelia Mary Earhart (Atchison, Kansas, 24 de julio de 1897-desaparecida el 2 de julio de 1937 y declarada muerta el 5 de enero de 1939) fue una profesora, conferenciante y pionera de la aviación estadounidense. Earhart fue la primera aviadora en volar sola a través del océano Atlántico. Estableció muchos otros récords, fue una de las primeras aviadoras en promover los viajes aéreos comerciales, escribió libros superventas sobre sus experiencias de vuelo y fue fundamental en la formación de The Ninety-Nines, una organización para mujeres pilotos.
Nacida y criada en Atchison, Kansas, y luego en Des-Moines, Iowa, Earhart desarrolló una pasión por la aventura a una edad temprana, ganando experiencia de vuelo de manera constante desde sus veinte años. En 1928, Earhart se convirtió en la primera pasajera en cruzar el Atlántico en avión (acompañando al piloto Wilmer Stultz), por lo que alcanzó el estatus de celebridad. En 1932, pilotando un Lockheed Vega 5B, Earhart realizó un vuelo transatlántico en solitario sin escalas, convirtiéndose en la primera mujer en lograr tal hazaña. Recibió la Cruz de Vuelo Distinguido de los Estados Unidos por este logro. En 1935, Earhart se convirtió en profesora visitante en la Universidad de Purdue como asesora de ingeniería aeronáutica y consejera profesional para mujeres estudiantes. También fue miembro del (National Woman's Party y una de las primeras partidarias de la Enmienda de Igualdad de Derechos. Conocida como una de las figuras estadounidenses más inspiradoras en la aviación desde finales de la década de 1920 hasta la década de 1930, el legado de Earhart a menudo se compara con la temprana carrera aeronáutica del aviador pionero Charles Lindbergh, así como con figuras como la primera dama Eleanor Roosevelt por su estrecha amistad e impacto duradero en el tema de las causas de las mujeres de ese período.
Durante un intento de convertirse en la primera mujer en completar un vuelo de circunnavegación del mundo en 1937 en un Lockheed Modelo 10-E Electra financiado por Purdue, Earhart y el navegante Fred Noonan desaparecieron sobre el océano Pacífico central cerca de la isla Howland. Los dos fueron vistos por última vez en Lae, Nueva Guinea, el 2 de julio de 1937, en la última parada en tierra antes de la isla Howland y en una de sus últimas etapas del vuelo. Presuntamente murió en el Pacífico durante la circunnavegación, solo tres semanas antes de su cuadragésimo cumpleaños. Casi un año y seis meses después de que ella y Noonan desaparecieran, Earhart fue declarada oficialmente muerta. Las investigaciones y el interés público significativo en su desaparición aún continúan más de ochenta años después.
Décadas después de su presunta muerte, Earhart fue incluida en el Salón de la Fama de la Aviación Nacional en 1968 y en el Salón de la Fama Nacional de la Mujer en 1973. Ahora tiene varios monumentos conmemorativos nombrados en su honor en los Estados Unidos, incluido un parque urbano, un aeropuerto, una residencia, un museo, una fundación de investigación, un puente, un buque de carga, una presa de relleno de tierra, cuatro escuelas, un hotel, una casa de juegos, una biblioteca, múltiples caminos y más. También tiene un planeta menor, una corona planetaria y un cráter lunar recién descubierto que lleva su nombre. Ocupa el noveno lugar en la lista Flying de los cincuenta y un héroes de la aviación.

## Infancia y juventud

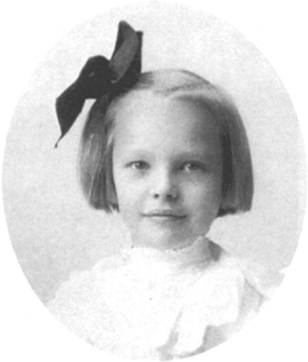
Fotografía de Amelia Earhart en su infancia.

Amelia era hija de Samuel "Edwin" Stanton Earhart (1867-1930) y Amelia "Amy" Earhart (nacida Otis) (1869-1962). Pasó buena parte de su infancia en Atchison (Kansas) con sus abuelos maternos, quienes le proporcionaron un estilo de vida lleno de comodidades. Su abuelo, Alfred Gideon Otis, era un prominente juez federal retirado, que pensaba que el padre de Amelia, Edwin Earhart, abogado de empresas del ferrocarril, no estaba en condiciones de proveer a su familia un estilo de vida lo suficientemente holgado.
Durante su infancia, Amelia dio muestras de una personalidad inquieta y audaz, pues se involucraba en actividades atribuidas a los chicos: escalaba árboles, se deslizaba en trineo y disparaba a ratas con un rifle. También tenía como pasatiempo reunir recortes de periódicos de mujeres famosas que sobresalían en actividades tradicionalmente protagonizadas por hombres. Otra de las cosas que vivió durante su infancia es que estuvo rodeada por problemas familiares, ya que su padre no contaba con una estabilidad laboral lo que complicaba las cosas y, aún peor, su padre comenzó a tener problemas con el alcohol.
En 1905, a los siete años, se mudó junto a su familia a Des Moines (Iowa), pues su padre había conseguido allí un empleo de ejecutivo, tras venir a menos su práctica de abogado. Cuando tenía diez años, tuvo la oportunidad de ver su primer aeroplano en una feria estatal. Precisamente, la joven expresó en esa oportunidad que el aparato «era una cosa hecha de cables oxidados y madera, nada interesante».
Sin embargo, una serie de desventuras llegaron a la familia Earhart poco después. Su padre había caído en el alcoholismo, por lo que fue despedido de su trabajo; además, Amelia Harres Otis, abuela de Amelia y muy querida por ella, había fallecido en 1911. La familia se mudó a St. Paul, Minnesota, y posteriormente a Springfield, Misuri. En esta ciudad, su padre tenía la certeza de tomar un empleo, algo que terminó en un fiasco, pues el sujeto a quien supuestamente reemplazaría, no había dejado el puesto. Esto provocó el enojo de su esposa Amy, quien partió junto a Amelia y su hermana Muriel, rumbo a Chicago.
Durante la Primera Guerra Mundial se enroló como voluntaria en labores de enfermería junto a su hermana en la ciudad de Toronto, Canadá, donde atendió a los pilotos heridos en combate. También aprovechó la ocasión para visitar un campo del Cuerpo Aéreo Real. En sus propias palabras, fue allí donde terminó «picada por el gusanillo de la aviación».
En 1920 su familia pudo reunirse nuevamente en California. Para ese tiempo Amelia asistió a un espectáculo aéreo en Long Beach y quedó prendada definitivamente de los aviones. Consiguió que la llevaran a bordo de un biplano en el que voló durante diez minutos sobre Los Ángeles. Sus palabras acerca de esta experiencia fueron: «Tan pronto como despegamos sabía que tendría que volar de ahora en adelante».

## Carrera como piloto
Sus primeras clases de aviación las obtuvo de la instructora Neta Snook, otra piloto pionera. Durante esa época logró adquirir un prototipo del aeroplano Kinner al que llamó «el Canario», en el que sufrió algún que otro accidente, cosa común en esa época por la poca fiabilidad de los motores y la lentitud de las aeronaves. Su instructora no le daba mucha credibilidad como piloto, una opinión que no abandonaría durante su carrera. Ya en octubre de 1922 consiguió su primer récord de altitud al volar a 4267 metros de altura. Para 1923 obtuvo la licencia de piloto de la Federación Aeronáutica Internacional, siendo la decimosexta mujer en recibirla.
Amelia dejó por un tiempo la aviación y compró un automóvil, al que puso el sobrenombre de The Yellow Peril (‘el peligro amarillo’), en el que llevó a su madre a través del país rumbo a Boston. Al ser los autos aún una novedad en el campo, la gente se interesaba por ella y le preguntaba de dónde venía.
En 1927 se unió a la Asociación Aeronáutica Nacional (capítulo Boston). Se dedicó a invertir dinero para construir una pista de aterrizaje, vendió aviones Kinner y promovió la aviación, especialmente entre mujeres. Ya comenzaba a hacerse un nombre en la sociedad. El Boston Globe la reconocía como una de las mejores pilotos de Estados Unidos.

## Años de marcas y reconocimientos

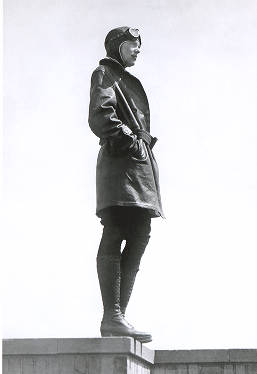
Amelia Earhart en 1930.

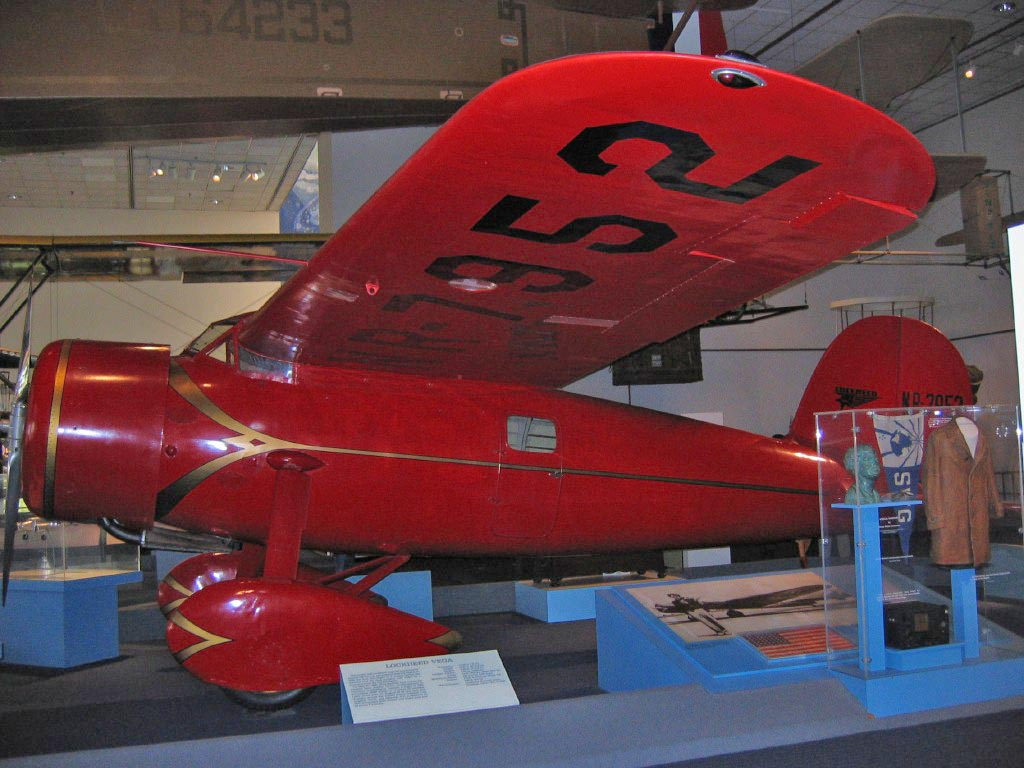
El Lockheed Vega 5b pilotado por Amelia Earhart, en el Museo del Aire y del Espacio en Washington D. C.

En abril de 1928, Amelia recibió una llamada que cambiaría su vida: el capitán H.H. Railey le preguntó si quería ser la primera mujer en cruzar el océano Atlántico. La idea de la aventura había sido de Amy Guest, una aristócrata estadounidense que había adquirido un Fokker F.VII. En un primer momento, ella era quien pilotaría la nave, pero, por presiones de su familia, había desistido. Entonces, la familia Guest contrató a George Putnam, un publicista de Nueva York, para que encontrase la mujer indicada.
Después de conocer a los coordinadores de la travesía, se decidió que Amelia acompañara al piloto Wilmer Stultz y al mecánico Louis Gordon. La nave fue bautizada como Friendship (amistad), y despegó el 3 de junio de 1928 hacia Halifax, Nueva Escocia. Tras esperar a que mejorase el tiempo, partieron el 17 rumbo a Europa desde la península de Avalon, sureste de la isla de Terranova. Llegaron a Burry Port, en el sur de Gales, (con poca gasolina) y no a Irlanda, como habían planeado. La misma Amelia reconoció que todo el trabajo lo hicieron los pilotos, pero al llegar los reporteros los ignoraron y la abordaron a ella. Después recibió felicitaciones del mismo presidente Calvin Coolidge. A raíz de este viaje empezó a ser conocida como Lady Lindy, por su parecido al aviador Charles Lindbergh.
Su fama creció en los medios de comunicación y comenzó a dar conferencias gracias al trabajo de Putnam. Él la ayudó a publicar su libro Veinte horas, cuarenta minutos, y también la acompañaba a todas partes. Fue tal la afinidad entre ambos que contrajeron matrimonio en 1931.
Earhart continuó impulsando la aviación entre las mujeres, tanto que organizó una carrera aérea para mujeres a través del país en 1929, de Los Ángeles a Cleveland, que fue llamada The powder-puff derby. Fundó la organización Las noventa y nueve en su habitación de hotel en Cleveland con otras pilotos, pues incluía a 99 miembros. Fue su primera presidenta. En 1930 ayudó a formar y fue vicepresidenta de relaciones públicas de una aerolínea entre Nueva York, Filadelfia y Washington. Su carrera como aviadora no fue interrumpida, pues rompió récords de velocidad para mujeres en su Lockheed Vega.
A esta altura de su vida sentía que era la oportunidad de hacer un vuelo sola por el Atlántico, pues otras mujeres estaban a punto de intentarlo, y George la estimulaba para mantener su nombre en primer plano. Hasta 1932 nadie había hecho un viaje en solitario desde Lindberg. Ella haría el viaje desde Harbour Grace, Terranova y Labrador, a Gran Bretaña. El 20 de mayo, exactamente 5 años después de Lindy, montada en un Lockheed Vega modificado, realizó el viaje.
Puesto que no tomaba café o té, Amelia se mantenía despierta oliendo sales. Sólo llevaba un termo con sopa y una lata de zumo de tomate. Llegó fuera del punto planeado en Derry, en el norte de Irlanda. Bajando del avión le preguntó a un hombre que se acercaba y tuvieron la siguiente conversación:
—¿Dónde estoy? —preguntó Earhart.
—En el pastizal de Gallegher. ¿Vienes de lejos?
—De Estados Unidos —respondió ella.
En esa travesía impuso más marcas: primera mujer en hacer un vuelo solitario en el Atlántico, primera persona en hacerlo dos veces, la distancia más larga volada por una mujer sin parar y récord por cruzarlo en el menor tiempo.
Los reconocimientos se acumularon. Hizo un tour por Europa; en Nueva York hizo un recorrido bajo una lluvia de pasquines; el presidente Hoover la condecoró con la medalla dorada especial de la National Geographic Society; recibió las llaves de varias ciudades; fue votada la mujer más destacada del año. El congreso la condecoró con la Distinguished Flying Cross, otorgada por primera vez a una mujer.
En 1934 anunció a George que la próxima aventura sería un vuelo a través del Pacífico, desde Hawái a California, y después a Washington. Diez pilotos lo habían intentado y murieron. Salió de Honolulu el 11 de enero de 1935 y aterrizó en Oakland, California, ante una multitud que la vitoreaba. Roosevelt le envió sus felicitaciones. Ese mismo año realizó el primer viaje solitario de Los Ángeles a Ciudad de México, y de allí a Newark, Nueva Jersey.
Ya en 1935 comenzó a planear hacer un viaje alrededor del mundo. El Lockheed Electra 10E fue la máquina elegida. De realizarlo marcaría dos hitos: la primera mujer en hacerlo y la mayor distancia posible circunnavegando el globo en su ecuador. Según ella era el vuelo que le quedaba por realizar.

### La trágica travesía alrededor del mundo

Carta de la ruta prevista de Earhart. La línea continua representa la ruta realizada.

Fred Noonan fue escogido como navegante por su experiencia en el vuelo sobre el Pacífico; además, llevarían otros dos tripulantes como técnicos. La primera etapa sería de Oakland, California, a Hawái el 17 de marzo de 1937. Sin embargo, cuando despegaba cerca de Pearl Harbor tuvo problemas y el aeroplano se deslizó fuera de control. Hubo daños considerables. Uno de los tripulantes atribuyó a Amelia la responsabilidad del siniestro. El Electra fue enviado de regreso a California para reparaciones y Amelia continuó los planes para hacer otro intento. Esta vez el curso del viaje sería hacia el este. De ahora en adelante sólo viajarían Noonan y Earhart.
Después de recibir al Electra partió de Los Ángeles hacia Florida el 21 de mayo de 1937. El 1 de junio salieron de Miami, y su primer destino fue San Juan, Puerto Rico, de ahí voló a Caripito, al oriente de Venezuela, bordeando luego Sur América con rumbo a África y el Mar Rojo. Desde allí realizó un vuelo inédito en la historia de la aviación, hacia Karachi en Pakistán. Después se dirigieron rumbo a Calcuta el 17 de junio. Posteriormente su destinos fueron Rangún (Myanmar), Bangkok, Singapur y Bandung.
En Bandung en la isla indonesia de Java, ocurrieron algunos percances. Hubo retraso por el mal tiempo y a la aeronave se le realizaron reparaciones. Pero lo más grave fue que Amelia enfermó de disentería. Partieron de allí el 27 de junio hacia Darwin en Australia, donde mandó los paracaídas de regreso porque no serían necesarios —según ella— en lo que restaba del viaje.

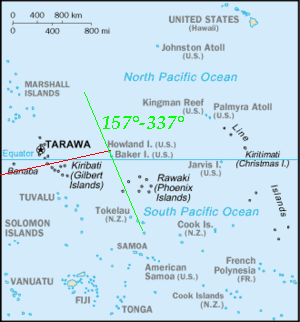
Carta del océano Pacífico con la isla Howland al centro y la posible ruta de Earhart en la zona, antes de su desaparición.

Llegó a Lae, Papúa Nueva Guinea el 29 de junio con 35.405 km volados y 11.265 por recorrer. En ese lugar se comunicó con el Herald Tribune. Las fotos la mostraban enferma y cansada. Partió a las 1:00 GMT el 2 de julio. Se cree que el avión tenía 1.100 galones (4100 L) de combustible para 20 o 21 h de vuelo, pero la situación atmosférica no era la más favorable pues estaba nuboso y con lluvias intermitentes.
En lo restante mantendría comunicación con el guardacostas estadounidense Itasca. A las 7:20 GMT reportó su posición a 232 km al sudoeste de las islas Nukumanu. A las 8:00 GMT hizo su último contacto de radio con Lae donde se les comunicó que el avión volaba en curso a la isla Howland a 3.657 m de altura. Sin embargo nunca se supo el rumbo que siguió tras alcanzar Nukumanu. Después hubo algunas transmisiones cortas al Itasca, pero no pudo averiguarse su posición porque los mensajes eran demasiado breves.
A las 19:30 GMT se recibió el siguiente reporte: «KHAQQ llamando al Itasca. Debemos estar encima de ustedes, pero no los vemos... El combustible se está agotando...» A las 20:14 GMT el guardacostas recibió el último mensaje dando su posición; hacia las 21:30 GMT determinaron que el avión pudo haberse estrellado en el mar y entonces comenzó la búsqueda.
Se ha establecido que el aeroplano cayó de 56 a 160 km de la costa de la isla Howland. Se vislumbró una chalupa, pero al final no se encontró nada. Según los expertos se cree que el avión pudo haber flotado debido a los tanques vacíos. El presidente Franklin D. Roosevelt autorizó la búsqueda con 9 barcos y 66 aviones, una operación de un costo de 4 millones de dólares. Alrededor del 18 de julio el rastreo fue abandonado en el área de Howland. George Putnam buscó más ayuda para continuar, pero las esperanzas de encontrarlos fueron ya inexistentes. Un faro fue construido en 1938 en la isla Howland en su honor. De su desaparición ha habido multitud de teorías acerca de su final y el de su compañero, así como expediciones en búsqueda de sus restos.
Amelia regularmente enviaba cartas a George, y en una de ellas escribió: «Por favor debes saber que soy consciente de los peligros, quiero hacerlo porque lo deseo. Las mujeres deben intentar hacer cosas como lo han hecho los hombres. Cuando ellos fallaron sus intentos deben ser un reto para otros».

## El debate de los restos óseos
En enero de 2018 se publicó un estudio científico que reexaminó restos óseos descubiertos en 1940, y asegura que Amelia murió como náufrago en la isla Nikumaroro (donde se encontraron los huesos), a medio camino entre Hawái y las islas Salomón. Siendo así, se habría terminado el misterio de una de las tragedias aéreas más extrañas de la historia. Sin embargo, el estudio hecho por Richard Jantz —y que fue publicado en un journal de antropología "open access"—, es colaborador del The International Group for Historic Aircraft Recovery (TIGHAR). Dicho estudio carece de revisión por pares y es de "pago por publicación". Además, Jantz no declara conflicto de intereses, siendo que colabora con la organización TIGHAR, que es la única que propone la hipótesis de que los huesos son femeninos, siendo que un estudio previo, hecho por Pamela J. Cross y Richard Wright, apoya la primera noción del Dr. David W. Hoodless, quien afirmó que los huesos eran masculinos. Hoodless enseñaba anatomía y fisiología teórico/práctica en la Escuela de Medicina Central (que era conocida por sus disecciones y análisis de esqueletos), y también realizó trabajo de laboratorio patológico y práctica clínica.
Aunque el Dr. Hoodless obviamente no estaba entrenado como antropólogo forense moderno, sus antecedentes indican que era perfectamente competente para evaluar el sexo, la edad, el tipo de cuerpo y la ascendencia de un esqueleto humano dada su experiencia en anatomía. Esta es la segunda vez que TIGHAR hace afirmaciones sin base y el misterio de Amelia Earhart sigue sin resolverse.

## Cultura popular
El 1994 se estrenó el telefilme Amelia Earheart: El vuelo final basada en la vida de Amelia Earheart y su último vuelo en 1937 antes de desaparecer. Fue dirigida por Yves Sinoneau y protagonizada por Diane Keaton en el papel principal.
En 2009 se estrenó la película Amelia basada en la vida de Amelia Earhart, dirigida por Mira Nair y protagonizada por Hilary Swank en el papel principal, en un elenco que incluye a Richard Gere, Christopher Eccleston y Ewan McGregor. Está basada en un guion inicialmente escrito por Ronald Bass.